# پنجاه و یکمین جشنواره فیلم ونیز
پنجاه و یکمین جشنواره فیلم ونیز (انگلیسی: 51st Venice International Film Festival)در سال ۱۹۹۴ برگزار شد.